# Aulacus gracielae
Aulacus gracielae (лат.) — вид перепончатокрылых наездников рода Aulacus из семейства Aulacidae. Эндемик Колумбии (департамент Антьокия).

## Этимология
Видовое название A. gracielae дано в честь колумбийского врача Грасиэлы Уртадо де Мазарьегос (Dr. Graciela Hurtado de Mazariegos, 1921—2020), акушера-гинеколога и второй женщины-врача в истории Колумбии. Она занималась своей профессией на протяжении шести десятилетий до 92 лет и, бросив вызов предвзятым мнениям, проложила путь в медицину для других женщин.

## Описание
Перепончатокрылые наездники средних размеров, длина тела самки без яйцеклада около 1 см. Длина переднего крыла самки 9,2 мм, длина яйцеклада 11,7 мм (самцы и насекомые-хозяева неизвестны). Основная окраска красновато-коричневая и чёрная. Голова чёрная; мезосома и передние, средние и задние тазики красновато-оранжевые, трохантеры красноватые, ноги от трохантеллусы чёрные, кроме срединного базитарзуса беловатые, а задние три проксимальных тарзомера белые; переднее крыло гиалиновое, слегка янтарное в проксимальной половине и с чёрной вершиной; птеростигма и жилки чёрные и коричневые; метасома преимущественно чёрная, с тергитом Т1 частично красновато-оранжевым в передней половине; ножны яйцеклада чёрные с белой полосой в дистальной трети. Затылочный киль отсутствует. Передние крылья с поперечной жилкой 2r-m. Претарзальные коготки простые, не гребенчатые и без зубцевидных выступов вдоль внутреннего края. Усики длинные 14-члениковые у обоих полов. Формула щупиков 6,4. Грудь с грубой скульптурой. Имеют необычное прикрепление брюшка высоко на проподеуме груди.

## Систематика
От близких видов Aulacus gracielae отличается по следующей комбинации морфологических характеристик: голова чёрная; мезосома красновато-оранжевая; все бёдра и голени чёрные, а лапки в основном белые; передние крылья гиалиновые с чёрным вершинным пятном и метасома в основном чёрная, с петиолем красновато-оранжевая; метанотум с поперечными килями. Вид был впервые описан в 2024 году колумбийскими энтомологами.